# 経営経済学部
経営経済学部（けいえいけいざいがくぶ）とは大学に置かれる学部の1つ。学部そのものの歴史が浅く設置大学の数や世間への認知度は低い。実学教育の柱として明治時代の簿記講習所以降商学教育の土台を形成してきた簿記や会計学等に力を入れている。
設置大学の1つである嘉悦大学は経営学、経済学、法学などといった様々な事柄を同時に教育教育する事を標榜しているのに対して、日本文理大学は経営経済学という1つの事柄に絞っているなど大学により定義が異なった状態である。

## 経営経済学部を置く大学
- 青森公立大学
- 嘉悦大学
- 日本文理大学
- 大阪国際大学

## 進路
経営学は多くの資格試験や公務員採用試験の受験科目となっている。下記に代表的な事例を記載する。

### 資格試験
- 公認会計士・監査審査会が行う国家試験である公認会計士試験の受験科目である。

### 公務員採用試験
- 準キャリアと位置付けられている財務専門官採用試験の受験科目である。
- 国税専門官採用試験の受験科目である。税務大学校での研修を経て国税専門官となる。国税専門官は勤務年数等の条件を充足すると税理士資格が付与される。